# Scriptlet
Na tecnologia JavaServer Pages (JSP), um scriptlet (que vem da palavra em inglês script, que significa "roteiro" ou tecnicamente falando, um pedaço de código em linguagem script, e do sufixo let, que indica o diminutivo, ou seja pequeno script ou scriptzinho) é um pedaço de código Java embutido em um código JSP semelhante a um código HTML. O scriptlet é todo o conteúdo que está dentro das tags <% %>. Entre elas o usuário pode adicionar qualquer scriptelt válido, isto é, qualquer código Java.
No Windows, um scriptlet é um componente COM que inclui um código HTML e um script que pode ser escrito em uma variedade de linguagens de script.